# Lissonota compar
Lissonota compar är en stekelart som beskrevs av Etienne Laurent Joseph Hippolyte Boyer de Fonscolombe 1854. Lissonota compar ingår i släktet Lissonota och familjen brokparasitsteklar. Inga underarter finns listade i Catalogue of Life.